# Avangar
Avangar — казахстанская мультигейминговая киберспортивная организация. Имеет составы по дисциплине Counter-Strike 2.
В 2019 году состав по CS:GO занял 2 место на чемпионате StarLadder Berlin Major 2019 и 1 место на BLAST Pro Series Moscow 2019. С 1 апреля 2020 года организация Avangar прекратила свою деятельность в киберспорте. На 2024 год, организация занимается проведением турниров на территории Казахстана, Узбекистана, Таджикистана и других стран.

## История
Организация была основана 17 июля 2017 года, тогда был подписан состав команды LoG по дисциплине Counter-Strike: Global Offensive.

Генеральный менеджер Avangar Ёнгун Ким в интервью GameInside.ua сказал:
Мы сами по себе всегда увлекались играми, следили за новостями и у нас была своя сеть компьютерных клубов, где играли хорошие игроки. На этой основе мы создали лигу, где нашли, в частности, игроков данного состава и пришла идея, что эту индустрию можно профинансировать, собрать профессионалов, затем собрать ребят, обучить их и дойти до своей цели. Спонсорами являемся мы сами, это наш проект.
Также Ким Ёнгун рассказал, что изначально у игроков были проблемы с дисциплиной и моралью, а у организации было мало опыта с заменой игроков. Целью организации является лидерство на территории СНГ, тем не менее, проект рассчитан как международный и планируется вовлечение команд из Европы и Америки.
1 апреля 2020 года Avangar объявили о закрытии киберспортивного клуба. Представители организации сообщили, что Avangar сосредоточится на строительстве киберспортивных арен в Казахстане. На данный момент, организация занимается проведением турниров на территории Казахстана, Узбекистана, Таджикистана и активно обучает желающих участвовать в игровых турнирах.

## Counter-Strike: Global Offensive
История Avangar начиналась с состава по Counter-Strike: Global Offensive, тогда был подписан состав команды LoG. Старт команды оказался удачным — команда выиграла СНГ майнор на ELEAGUE Major: Boston 2018, но не прошла в этап легенд со счётом 2-3.
18 марта 2019 года игрок Айдын «KrizzeN» Турлыбеков был переведён из основного состава в запас из-за проблем со здоровьем. Его заменил Санжар «SANJI» Кулиев.
25 июня 2019 года к составу присоединяется Даурен «AdreN» Кыстаубаев. Он заменил Бектияра «fitch» Бахытова, которого перевели в запас 24 июня. Ранее Даурен играл в команде FaZe Clan. Вместе с ней он выиграл ELEAGUE CS:GO Invitational 2019 и BLAST Pro Series Miami 2019.

Алексей «Qikert» Голубев рассказал, что его приглашали в состав Natus Vincere по CS:GO, но он отказался. Он выразил преданность команде и генеральному директору. Когда Qikert играл в CS:GO без коллектива, он уже собирался удалять игру, но ему написал генеральный директор Avangar и пригласил в команду.
Он позвал меня к себе в коллектив, и после года тренировок и буткемпов мы стали показывать результат. Когда он спросил меня, уйду ли я в NAVI или ещё куда-то, я ответил: «Нет, я оставлю тебя только после того, как сделаю в три раза больше, чем ты сделал для меня».
В 2019 году команда добилась больших успехов: заняла 2 место на StarLadder Berlin Major 2019, уступив чемпиону мира Astralis в финале, а также выиграла BLAST Pro Series Moscow 2019. Таким образом, Avangar заработала 275 000 $ за две с половиной недели. После этого команда вышла на 3 строчку среди лучших команд всего мира по версии HLTV.
16 декабря 2019 года организация Virtus.pro выкупила состав у Avangar.
|                  | Ник             | Полное имя        |
| Основной состав  | Основной состав | Основной состав   |
| ---------------- | --------------- | ----------------- |
| Россия           | Jame            | Джами Али         |
| Флаг Казахстана  | AdreN           | Даурен Кыстаубаев |
| Флаг Казахстана  | Qikert          | Алексей Голубев   |
| Флаг Казахстана  | buster          | Тимур Тулепов     |
| Флаг Узбекистана | SANJI           | Санжар Кулиев     |
| Тренер           |                 |                   |
| Флаг Казахстана  | dastan          | Дастан Акбаев     |

28 января 2020 года, Avangar представляет новый состав, которому дали название «Avangar Q». В команду вошли пять игроков из Казахстана, а тренером выступил Сергей «lmbt» Бежанов.
|                 | Ник             | Полное имя          | Роль            | Присоединился   |
| Основной состав | Основной состав | Основной состав     | Основной состав | Основной состав |
| --------------- | --------------- | ------------------- | --------------- | --------------- |
| Флаг Казахстана | TNDKingg        | Темирлан Нурмагамет | [уточнить]      | 28 января 2020  |
| Флаг Казахстана | Dzango          | Махамбет Жангир     | [уточнить]      | 28 января 2020  |
| Флаг Казахстана | kstbyev         | Мади Шарипов        | [уточнить]      | 28 января 2020  |
| Флаг Казахстана | Kade0           | Айдос Хайржан       | [уточнить]      | 28 января 2020  |
| Флаг Казахстана | Ernesto         | Рустембек Нусупжан  | Снайпер         | 28 января 2020  |
| Тренер          |                 |                     |                 |                 |
| Флаг Украины    | lmbt            | Сергей Бежанов      | Сергей Бежанов  | 28 января 2020  |

29 ноября 2021 года организация анонсировала новый состав.
14 апреля 2024 года деятельность Avangar была приостановлена.

### Достижения
| Место  | Турнир                       | Место проведения | Дата                    | Призовые  |
| ------ | ---------------------------- | ---------------- | ----------------------- | --------- |
| 3      | EPICENTER 2018               | Москва           | 23—28 октября           | 20 000 $  |
| 9 — 11 | IEM Katowice Major 2019      | Катовице         | 20 февраля — 3 марта    | 8750 $    |
| 2      | StarLadder Berlin Major 2019 | Берлин           | 28 августа — 8 сентября | 150 000 $ |
| 1      | BLAST Pro Series Moscow 2019 | Москва           | 13—14 сентября          | 125 000 $ |

## PUBG
Первый состав Avangar по PUBG был сформирован в октябре 2017 года. Команда побеждала на таких турнирах как IEM XII Katowice PUBG Invitational и OGN Super League Europe на карте Erangel. Отбиралась на PUBG Global Invitational 2018, где заняла 5 и 16 места в турнирах от первого и третьего лица соответственно.
12 августа 2019 года подразделение было закрыто, а игроки выставлены на трансфер.

### Бывший состав
|                 | Ник             | Полное имя        |
| Основной состав | Основной состав | Основной состав   |
| --------------- | --------------- | ----------------- |
| Казахстан       | azverin         | Михаил Науменко   |
| Украина         | Maxiz0r         | Максим Татаринцев |
| Казахстан       | 0nuqtive        | Алексей Труфанов  |
| Россия          | Snypix          | Тарас Безязычный  |

## Турнирная таблица достижений
За всю историю команда Avangar участвовала в 76 турнирах, из которых лидирующие места (1, 2 и 3) занимала 45 раз. Суммарно за все время выиграла призовой фонд составил $750 000. Ниже представлена таблица с победами за первое место:
| Место | Турнир                        | Дата        | Приз     |
| ----- | ----------------------------- | ----------- | -------- |
| 1     | ECC Summer 2022 4 (Europe)    | 14 авг 2022 | $3 000   |
| 1     | ECC Spring 2022 1 (Europe)    | 28 мар 2022 | $3 000   |
| 1     | ECC Winter 2022 3 (Europe)    | 20 мар 2022 | $3 000   |
| 1     | ECS S8 (Series #1)            | 02 дек 2019 | $12 500  |
| 1     | BLAST Moscow 2019             | 14 сен 2019 | $125 000 |
| 1     | WePlay! Forge of Masters S1   | 05 мая 2019 | $20 000  |
| 1     | DreamHack Rio de Janeiro 2019 | 21 апр 2019 | $50 000  |
| 1     | LOOT.BET S1                   | 20 мар 2019 | $18 000  |
| 1     | CIS Katowice 2019             | 20 янв 2019 | $30 000  |
| 1     | BGW Invitational              | 09 дек 2018 | $28 465  |
| 1     | Hellcase Cup 7                | 07 окт 2018 | $22 800  |

| Место | Турнир                                     | Дата        | Приз    |
| ----- | ------------------------------------------ | ----------- | ------- |
| 1     | MSI GA 2018                                | 30 сен 2018 | $30 000 |
| 1     | CSGO.NET Cup 3                             | 19 авг 2018 | $3 000  |
| 1     | Thunderpick Invitational 2                 | 15 июл 2018 | $7 000  |
| 1     | esportsbetting Launch                      | 20 мая 2018 | $6 000  |
| 1     | GOCASE Challenge                           | 07 мая 2018 | $6 000  |
| 1     | CSGO.NET Cup 2                             | 03 апр 2018 | $4 000  |
| 1     | M.Game League                              | 29 мар 2018 | $3 750  |
| 1     | QIWI Teamplay Winter                       | 29 янв 2018 | $4 335  |
| 1     | Stream.me Gauntlet: CIS vs EU (Playoff #9) | 21 дек 2017 | $1 000  |
| 1     | CIS Boston 2018                            | 29 окт 2017 | $30 000 |